# Phalaenopsis stuartiana
Phalaenopsis stuartiana – gatunek rośliny z rodziny storczykowatych (Orchidaceae). Zasięg gatunku obejmuje tylko Filipiny, gdzie rośnie na nizinach jako epifit w wilgotnych lasach równikowych. W naturze gatunek był intensywnie eksploatowany do celów hodowlanych i jako zagrożony umieszczony został w Czerwonej księdze gatunków zagrożonych opublikowanej w 1997 roku przez Międzynarodową Unię Ochrony Przyrody. W wydaniu z 2004 roku gatunek już nie został wymieniony. Roślina ceniona w uprawie ze względu na efektowne liście i kwiaty.

## Morfologia

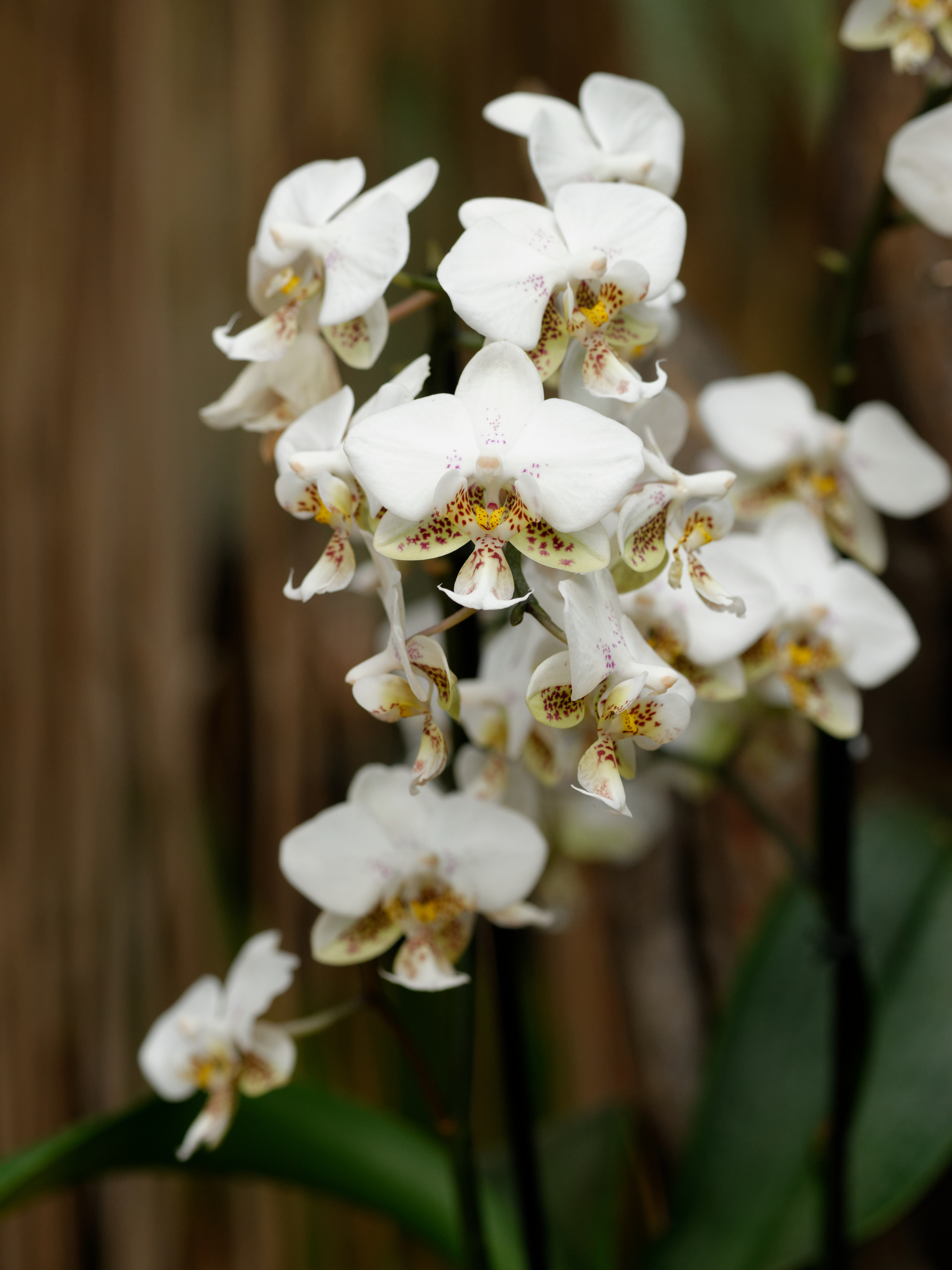
Kwiatostan

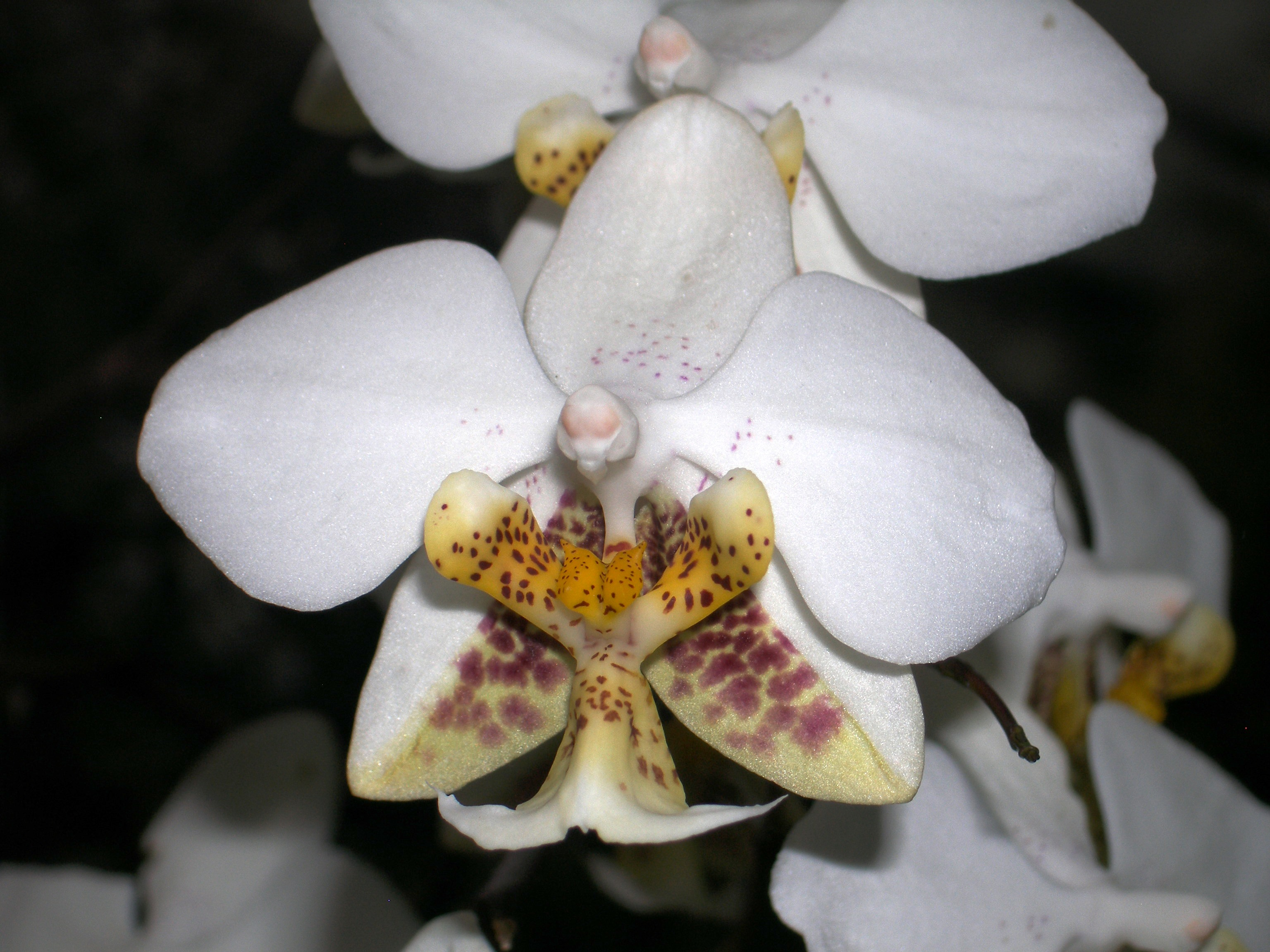
Kwiat

Bylina o okazałych, mięsistych liściach, które z wierzchu są zielone ze srebrzystoszarymi cętkami, a od spodu są fioletowe. Kwiaty białe o średnicy do 7 cm, są długotrwałe i liczne, rozwijają się na łukowato wznoszących się kwiatostanach. 

## Systematyka
W obrębie rodzaju gatunek klasyfikowany jest do podrodzaju Phalaenopsis i sekcji Phalaenopsis. 

## Uprawa
Rośliny tego gatunku stosunkowo łatwo adaptują się do warunków uprawy, przy czym najlepiej rosną w cieple i wilgoci. Źle znoszą silne nasłonecznienie i najlepiej rosną w głębokim cieniu. Wskazane jest regularne nawożenie.